# Otro brindis para el amor
Otro brindis para el amor (en hangul, 금주를 부탁해; en hanja, 禁酒를 付託해; romanización revisada, Geumjureul butakhae; literalmente, «Por favor absténgase de consumir alcohol/cuide de Geum-joo») es una serie de televisión surcoreana escrita por Myung Soo-hyun y Jeon Ji-hyun, dirigida por Jang Yoo-jung, y protagonizada por Choi Soo-young, Gong Myung, Kim Sung-ryung, Kim Sang-ho, Cho Yoon-hee y Kang Hyung-seok. Es una comedia romántica en doce capítulos que se emite por el canal tvN desde el 12 de mayo hasta el 17 de junio de 2025 en horario de lunes y martes a las 20:50 (hora local coreana). También está disponible internacionalmente en las plataformas Viu y Viki, según los países.

## Sinopsis
Han Geum-joo es una mecánica de autos a la que le gusta tanto beber alcohol que ha sido capaz de romper su compromiso porque el alcohol es más importante para ella que su prometido. La situación es tan grave que tras la intervención de su familia decide combatir su adicción. Así es como Geum-joo regresa a su pueblo natal, Bocheon, pero allí se reencuentra con su mejor amigo y primer amor de la preparatoria, Sepa Eui-joon, ahora convertido en médico. Eui-joon dejó tiempo atrás su puesto como médico especialista en Seúl para convertirse en director del Centro de Salud de Bocheon. Aunque cuando eran jóvenes salían a beber juntos, ahora él se muestra distante con ella, parece odiar el alcohol y constantemente da conferencias sobre los peligros del alcohol. Geum-joo decide intentar descubrir lo que ha cambiado, y posiblemente lo que encuentre transformará las vidas de ambos.

## Reparto

### Principal
- Choi Soo-young como Han Geum-joo, una mecánica de automóviles altamente calificada; trabaja en la sede de MFH Automobile Service Center y cuenta con diez años de experiencia. Cuando se gana el deshonor de ser calificada como alcohólica, se desafía a sí misma a abstenerse del alcohol por primera vez en su vida.[2][3][4]

- Gong Myung como Seo Eui-joon, médico psiquiatra y director del Centro de Salud de Bocheon, un especialista que odia el alcohol. Antes era especialista en un prestigioso hospital de Seúl, pero abandonó repentinamente su trabajo para volver al pueblo.[2][3]

- Kim Sung-ryung como Kim Kwang-ok, la madre de Geum-joo y Hyun-joo. Es la única persona antialcohólica de la familia; trabajó como empleada bancaria en la Cooperativa de Crédito Bocheon Village.[5][3]

- Kim Sang-ho como Han Jung-soo, el padre de Geum-joo y Hyun-joo, un gran bebedor, como casi toda su familia, y regenta una pensión en el pueblo.[5][3]

- Cho Yoon-hee como Han Hyun-joo, la hermana mayor de Geum-joo, una madre soltera que cría a sus hijos gemelos y cuyo único placer es tomar una copa después del trabajo.[6][3][7]

- Kang Hyung-seok como Bong Sun-wook, un instructor de taekwondo que dirige el Centro de Taekwondo Bocheon y fue compañero de clase de secundaria de Geum-joo y Eui-joon. A pesar de una historia desgarradora, mantiene su buen humor y un carácter positivo. Está enamorado de Hyun-joo.[8][9][10]

### Secundario

#### Centro de Salud de Bocheon
- Bae Hae-sun como Baek Hye-mi, enfermera del Centro de Salud de Bocheon, que trabajó antes como enfermera jefe en un hospital universitario de Seúl.[11]

- Lee Tae-yool como Young-rong, fisioterapeuta en el Centro de Salud de Bocheon, ferviente seguidora de Geum-joo desde que recibió su ayuda en época escolar.[12]

#### Residentes de Bocheon
- Kim Bo-jung como Bong Sun-hwa, la hermana mayor de Sun-wook. Crio sola a su hermano menor desde la infancia, se casó con el amigo de este, Lee Young-woong, y actualmente dirige un taller de automóviles.[13]

- Park Kang-seop como Lee Young-woong, técnico de un centro de automóviles, esposo de Sun-hwa y el padre de Hwa-young. Conocido como «el novio de Bocheon», se enamoró de Sun-hwa a primera vista, con la que se casó después de un largo noviazgo.[14][15]

- Kim Min-chae como Lee Hwa-young, hija de Sun-hwa y Young-woong, así como sobrina de Sun-wook.[16]

- Lee Joong-ok como el padre de Ki-beom, dirige un restaurante de galbi con su esposa y es compañero de copas de Jung-soo.[17][18]
- Kim Hyun-sook como la madre de Ki-beom, dirige un restaurante galbi con su esposo y es fuente privilegiada de los chismes del pueblo.[19][20][21]
- Son Sang-kyoo como el padre de Young-woong, regenta el Young-woong Super Gamaekjip con su esposa.[16]
- Joo In-young como la madre de Young-woong, regenta el Young-woong Super Gamaekjip con su esposo. Nunca ha podido viajar porque él jamás se tomó un día libre del trabajo; es la persona que media cuando estallan peleas pequeñas y grandes en el vecindario, protegiendo la paz de Bocheon.[22][23]

#### Otros
- Kim Tae-oh como Kim Sa-beom, empleado del Centro de Taekwondo Bocheon. Es un hombre que alegra a quienes le rodean con su personalidad inocente y su energía desbordante.[24]

- Yeom Seung-yi como Choi Mi-yeon, compañera de trabajo y la mejor amiga de Geum-ju; es una persona alegre, brillante y optimista.[25][26]

- Yoo Eui-tae como Kim Joo-yeop, el exnovio de Geum-ju, con quien tiene constantes conflictos por la bebida.[27][28]
- Jeon Jin-oh como Kim Soo-seok.
- Park Do-jun como Han Woo-ri, uno de los hijos gemelos de Hyun-ju.[16]
- Lee Si-jun como Han Na-ra, uno de los hijos gemelos de Hyun-ju.[16]
- Ha Eun-seom como la propietaria del restaurante chino.[16][29]
- Kim Jung-hyun como el dueño del restaurante de pollo.[16]

## Producción
A finales de agosto de 2024 algunos medios periodísticos surcoreanos informaron de que Choi Soo-young y Gong Myung serían los protagonistas de una nueva serie, planeada por Studio Dragon y producida por How Pictures, que llevaba el título provisional de Un alcohólico muy sensato. En ese momento se estaba terminando de elegir el reparto. La dirección correría a cargo de Jang Yoo-jung, conocida por haber dirigido en 2020 el filme Honest Candidate. El guion era obra de Myung Soo-hyun, quien anteriormente había firmado los de las series Drinking Solo (tvN, 2016, con una temática similar); A Poem a Day (tvN, 2018, de tema médico); y Monthly Magazine Home (JTBC, 2021).
Kim Sung-ryung declaró a mediados de noviembre de 2024 que se estaba rodando la serie.
En enero de 2025 la emisión de la serie estaba programada en tvN para el mes de mayo, en el horario de lunes y martes.
La producción se presentó en una conferencia en línea celebrada el 7 de mayo de 2025, con la asistencia de la directora Jang Yoo-jung y de los actores Choi Soo-young, Gong Myung, Kim Sung-ryung, Kim Sang-ho y Jo Yoon-hee. Durante la misma Jang declaró que «es un trabajo que puede ofrecer consejos alegres pero también serios sobre [los] factores de riesgo» del consumo de alcohol, y que también contiene «una historia sobre la dependencia más allá de la bebida».

## Banda sonora original
El equipo de producción de la serie anunció el 13 de mayo de 2025 que lanzaría la parte 1 de la banda sonora, un tema titulado «It's Because of You», interpretado por el miembro y cantante solista de B1A4 Sandeul, a las 18 horas del mismo día 13.

## Audiencia
Otro brindis para el amor arrancó con un 3,3 % de audiencia, quizá penalizada por los pobres resultados de su antecesora en la misma franja horaria, Seguro de divorcio. El segundo episodio registró una caída al 3 %, haciendo temer que poco a poco pudiera terminar como aquella. No llegó a suceder, pero, si bien se posicionó en primer lugar en la misma franja horaria en cable y canales de servicio general, tampoco pudo alcanzar el 4 % en ningún episodio, resultado de todos modos decepcionante dado el reparto de actores.

Por el contrario, en ámbito internacional sí tuvo una gran acogida, pues en la plataforma Viki se posicionó entre los diez primeros programas por audiencia en 139 países, incluyendo EE. UU., Brasil, Reino Unido, Arabia Saudita e India.
| Temporada | Temporada | Episodio número | Episodio número | Episodio número | Episodio número | Episodio número | Episodio número | Episodio número | Episodio número | Episodio número | Episodio número | Episodio número | Episodio número | Promedio |
| Temporada | Temporada | 1               | 2               | 3               | 4               | 5               | 6               | 7               | 8               | 9               | 10              | 11              | 12              | Promedio |
| --------- | --------- | --------------- | --------------- | --------------- | --------------- | --------------- | --------------- | --------------- | --------------- | --------------- | --------------- | --------------- | --------------- | -------- |
|           | 1         | 808             | 693             | 747             | 767             | 715             | 663             | 655             | 663             | 676             | 603             | 684             | 793             | —        |

| Episodio | Fecha de emisión    | Índices de audiencia (Nielsen Korea) | Índices de audiencia (Nielsen Korea) |
| Episodio | Fecha de emisión    | Nacional                             | Seúl                                 |
| --- | ------------------- | ------------------------------------ | ------------------------------------ |
| 1 | 12 de mayo de 2025  | 3,351 % (1.ª)                        | 4,345 % (1.ª)                        |
| 2 | 13 de mayo de 2025  | 2,982 % (1.ª)                        | 2,990 % (1.ª)                        |
| 3 | 19 de mayo de 2025  | 3,181 % (1.ª)                        | 3,683 % (1.ª)                        |
| 4 | 20 de mayo de 2025  | 3,682 % (1.ª)                        | 3,818 % (1.ª)                        |
| 5 | 26 de mayo de 2025  | 3,191 % (2.ª)                        | 3,918 % (1.ª)                        |
| 6 | 27 de mayo de 2025  | 2,823 % (2.ª)                        | 3,175 % (1.ª)                        |
| 7 | 2 de junio de 2025  | 3,063 % (1.ª)                        | 3,110 % (1.ª)                        |
| 8 | 3 de junio de 2025  | 2,697 % (2.ª)                        | 2,352 % (2.ª)                        |
| 9 | 9 de junio de 2025  | 3,117 % (1.ª)                        | 2,970 % (1.ª)                        |
| 10 | 10 de junio de 2025 | 3,008 % (2.ª)                        | 3,110 % (2.ª)                        |
| 11 | 16 de junio de 2025 | 3,088 % (1.ª)                        | 3,143 % (1.ª)                        |
| 12 | 17 de junio de 2025 | 3,618 % (1.ª)                        | 3,674 % (1.ª)                        |
| Promedio | Promedio            | 3,150 %                              | 3,357 %                              |
| - En la tabla superior, los números azules representan las calificaciones más bajas y los números rojos representan las más altas. - Esta serie se transmite en un canal de cable/televisión de pago, que normalmente tiene una audiencia menor respecto a las emisoras de televisión públicas/gratuitas (KBS, SBS, MBC y EBS). |                     |                                      |                                      |